# 733 Мокія
733 Мокія (733 Mocia) — астероїд головного поясу, відкритий 16 вересня 1912 року.
Тіссеранів параметр щодо Юпітера — 3,045.